# Теодор и Теофан Начертани
Преподобни мученик Теодор и Теофан Начертани су браћа, хришћански светитељи и мученици за веру пострадали за време Иконоборства.
Пореклом су из Палестине. Њихов отац је био свети Јона Презвитер. Рођени су у Јерусалиму.
Теодор је одмалена показивао љубав према хришћанској вери и док су се остала деца играла он је веме често проводио у храмовима. Када је одрастао, родитељи су га послали у манастир Светог Саве Освећеног да се код једног презвитера учи хришћанској вери. Заједно са њим и његов млађи брат Теофан је дошао у манастир. Након неког времена Теодор је отишао код једног мудраца код кога је учио античку и црквену филозофију. Након завршетка учење филозофије, вратио се у манастир Светог Саве Освећеног и замонашио се.
Као монах Теодор је био цењен по својим врлинама. По жељи монашке братије архијереј Јерусалимски га је посветио у чин јеромонаха. Док је био јеромонах на власт је дошао Лав V Јерменин. После неког времена покренуо је други талас иконоборства. Јерусалимски патријарх је тада одлучио да пошаље Теодора (који је у међувремену постао познат као веома учен и праведан човек) у Цариград да се бори против иконоборства. У Цариград је отишао заједно са братом Теофаном. Тамо је изашао пред цара и позвао га да се одрекне иконоборства и врати православљу.
Цар је наредио да се Теодор и његов брат Теофан бију. Након тога су заточени у тамници. Након убиства Лава Јерменина и доласка Михаила II Аморијца сви хришћани који су затворени због поштовања икона су пуштени из тамница. Међу њима су били и Теодор и Теофан. Након ослобођења из тамнице они су уместо у Палестину поново отишли у Цариград да проповедају православље и уверавају људе у нужност поштовања икона. Након неког времена тадашњи патријарх Цариградски — Јован Граматик је наредио да се браћа затворе у тамницу. Након тога су послани у Состенијум где су затворени.
Након смрти цара Михаила на власт долази његов син Теофило. Он је поново започео прогоне православаца тако да су Теодор и Теофан изведени пред градског епарха на суд. Ту је наређено да их туку дебелим бичевима. Након тога су прогнани на острво Офиуса (Афусија). Након две године у изгнанству по наређењу царевом су изведени пред њега. Пред царем су их били и цар је лично наредио да их жигошу. Свој боравак пред царем браћа су касније описала у посланици Јовану, епископу Кизичком.
Када нас приведоше к царевом дворцу, и ми, предвођени епархом, улажасмо на капију, цар нам се указа врло страшан и сав јаростан; а мноштво дворјана који предстојаху цару окружише нас, и ми се издалека поклонисмо цару. Он нам врло љутито и страховито грубо нареди да му приђемо ближе, па нас упита: У којој сте земљи рођени? - Када му ми одговорисмо: "У Моавитској", он нас поново упита: Зашто сте дошли овамо? - И пре но што му одговорисмо, он нареди да нас бију по лицу. И дуго нас страховито шамараху, да умало не падосмо на земљу; и да се ја, вели Теодор, не ухватих за одећу онога што ме је био, пао бих крај подножја царевог престола; међутим, држећи се за одећу бијућег ме, ја сам непомичан примао ударце. А кад престадоше да нас бију, цар нас поново упита: Зашто сте дошли овамо? - Ми смо ћутали и гледали у земљу, пошто још не бесмо дошли к себи од силних болова, нанесених нам батинама. Тада цар, обративши се епарху који је близу стајао, бесно вичући и гадно псујући, рече: Вуци их одавде, па им жигоши лица, и онда их предај двојици Сарацена, да их одведу у њихову земљу
Након тога су враћени пред цара који је наредио да их туку и сам је учествовао у томе. Четири дана након извођења пред цара одведени су на жигосање. Том приликом су цео дан мучени и на глави су им урезани следећи стихови:
Пошто сви воле посећивати град, где ноге Божије стајаху дајући радост свету, - тамо се појавише и ови најпокваренији сасуди заблуде. И пошто се одадоше многим гресима, они - неверници и непотребни бише отуда као злочинци прогнани. Али они, добегнувши у овај царски град, не престадоше зло творити свуда. Зато им лица жигосаше, и они одавде као зли прогнани бише.
Након овог мучења су прозвани начертани (жигосани). После пар дана проведених у тамници су протерани у Малу Азију у град Апамеја, на обали Мраморног мора у покрајини Витинија. Ту су поново затворени у тамницу. Свети Теодор који је већ био стар човек је у тамници преминуо 27. децембра 833. године. У хришћанској традицији се помиње да је након његове смрти један старац у Апамеји чуо анђеле како певају.
Убрзо након Теодорове смрти на власт долази царица Теодора са својим сином Михаилом III. Она је вратила поштовање икона и по њеном наређењу сви затвореници због православне вере су пуштени из тамница. Међу ослобођенима из тамнице је био и свети Теофан који је након повратка у Цариград постао познат међу светим оцима.
Прве недеље свете Четрдесетнице су враћене иконе у цркве. За ту прилику је Теофан написао канон „У недељу Православља“.
Убрзо је Теофан постао митрополит града Никеја. За митрополита га је рукоположио тадашњи Цариградски патријарх Методије I Цариградски. За време живота Теофана, мошти његовог брата Теодора су пренете из Апамеје у Халкидон. Хришћани верују да су се током преноса моштију дешавала многа чуда и исцељења болесних. Теофан је светом Теодору написао канон са акростихом: „Твоја брате ближњаја плету хвали“ (Теби, брате, истинске плетем похвале).
Светом Теодору се приписују књиге Размишљање о поштовању икона као и књига О православној вери. Преподобни Теофан је написао бројна дела у одбрану Православља. Посебно је познат као писац канона — број канона које је он написао достиже до 148. Најпознатији његови канони су: „Канон у недељу Православља“, сви „Канони Апостолима“, и „Канони преминулима“. Поред тога свети Теофан је писао и стихире на неке дане.
Српска православна црква слави их 27. децембра по црквеном, а 9. јануара по грегоријанском календару.